# Words of Love
"Words of Love" é uma canção composta por Buddy Holly, tendo sido gravada por ele em 8 de abril de 1957. Foi regravada pela banda britânica The Beatles e lançada no álbum Beatles for Sale, de 1964.

## Versão original
Holly gravou a canção em 8 de abril de 1957. Ele mesmo a harmonizou, combinando as fitas de gravação. Não foi um grande sucesso para Holly na época, apesar de ser lembrada como uma de suas canções mais importantes e de estar disponível em quase todas as coletâneas de suas obras.
Uma coletânea, Words of Love, lançada pela PolyGram no Reino Unido em 1993, chegou ao primeiro lugar na parada musical e recebeu um disco de ouro.